# Forchtenstein
Forchtenstein (in ungherese Fraknóváralja o Fraknókő; in croato Fortnavski grad) è un comune austriaco di 2 809 abitanti nel distretto di Mattersburg, in Burgenland. Qui è la residenza di un ramo della famiglia ungherese degli Esterházy, ancora proprietaria del locale castello di famiglia.